# 설죽화
설죽화(雪竹花, 1001년 ~ 1019년)는 고려의 병사인 이관의 딸이다. 1011년 아버지 이관이 죽자 남장을 하고 절에서 무술을 익히고 다녔다. 1019년 거란의 제3차 침입이 일어나자 강감찬 장군 밑에 들어가 소년군의 선봉장으로 임명되었다. 흰 말을 타고 청룡도를 휘두르며 싸우다 1019년 전사하였다.

## 사후 관직
그녀가 죽자 강감찬 장군이 고려의 꽃이라 일컬었고 공신의 칭호를 내리게 했다. 그리고 그녀가 무예를 연마하던 곳에 사당을 지어 넋을 기리게 했다.